# Jezioro Łuknajno
Jezioro Łuknajno este o arie protejată (arie de protecție specială avifaunistică — SPA) din Polonia întinsă pe o suprafață de 1.380,25 ha, integral pe uscat.

## Localizare
Centrul sitului Jezioro Łuknajno este situat la coordonatele 53°48′59″N 21°37′49″E / 53.8164°N 21.6302°E.

## Înființare
Situl Jezioro Łuknajno a fost declarat arie de protecție specială avifaunistică în noiembrie 2004 pentru a proteja 38 de specii de animale.

## Biodiversitate
Situată în ecoregiunea continentală, aria protejată nu include niciun habitat protejat.
La baza desemnării sitului se află mai multe specii protejate de  păsări (38): rață sulițar (Anas acuta), rață lingurar (Anas clypeata), rață fluierătoare (Anas penelope), rață pestriță (Anas strepera), acvilă țipătoare mică (Aquila pomarina), rața moțată (Aythya fuligula), Aythya marila, buhai de baltă (Botaurus stellaris), Bucephala clangula, chirighiță neagră (Chlidonias niger), barză albă (Ciconia ciconia), erete de stuf (Circus aeruginosus), erete vânăt (Circus cyaneus), cristeiul de câmp (Crex crex), lebădă de vară (Cygnus olor), presură de grădină (Emberiza hortulana), lișiță (Fulica atra), cocor (Grus grus), codalb (Haliaeetus albicilla), stârc pitic (Ixobrychus minutus), pescăruș negricios (Larus fuscus), Larus marinus, pescăruș râzător (Larus ridibundus), rață catifelată (Melanitta fusca), ferestraș mic (Mergus albellus), gaia neagră (Milvus migrans), gaia roșie (Milvus milvus), rață cu ciuf (Netta rufina), vultur pescar (Pandion haliaetus), viespar (Pernis apivorus), corcodel mare (Podiceps cristatus), corcodel-cu-gât-roșu (Podiceps grisegena), corcodel-cu-gât-negru (Podiceps nigricollis), cresteț cenușiu (Porzana parva), cresteț pestriț (Porzana porzana), cristei de baltă (Rallus aquaticus), chiră de baltă (Sterna hirundo), corcodel mic (Tachybaptus ruficollis).